# Lycaena rubida
Espèce
Lycaena rubida ou Lycaena rubidus est une espèce d'insectes lépidoptères (papillons) de la famille des Lycaenidae et de la sous-famille des Lycaeninae.

## Dénomination
Lycaena rudiba ou Lycaena rudibus a été nommé par Hans Hermann Behr en 1866.
Synonymes : Chrysophanus rubidus Behr, 1866; Chalceria rubidus ; Dyar, 1903.
Il appartient au sous-genre Chalceria du genre Lycaena.

### Noms vernaculaires
Il se nomme Ruddy Copper en anglais.

### Sous-espèces
- Lycaena rudiba duofacies K. Johnson et Balogh, 1977 ;
- Lycaena rudiba longi K. Johnson et Balogh, 1977 ;
- Lycaena rudiba monachensis K. Johnson et Balogh, 1977 ;
- Lycaena rudiba perkinsorum K. Johnson et Balogh, 1977 ;
- Lycaena rudiba sirius Edwards, 1871[1].

## Description
C'est un papillon cuivré d'une envergure de 28 à 41 mm qui présente un certain dimorphisme sexuel : le dessus du mâle est cuivre alors que celui de la femelle est jaune orangé.
Le revers des antérieures est orange clair orné de taches marron et bordé de gris clair, celui des postérieures est gris clair,.

### Chenille
La chenille, de couleur marron, est ornée d'une bande rougeâtre bordée de jaune sur le dos.

## Biologie

### Période de vol et hivernation
Il vole en une seule génération en juin juillet, en juillet août en altitude.
Il hiverne au stade d'œuf, et certaines constatations font penser qu'ils pourraient être soignés par des fourmis,.

### Plantes hôtes
Ses plantes hôte sont des Rumex, Rumex hymenosepalus, Rumex triangularis et Rumex venosus.

## Écologie et distribution
Il est présent en Amérique-du-Nord, au Canada uniquement dans le sud de l'Alberta et du sud-ouest de la Saskatchewan et aux USA  dans l'ouest de l'est de l'État de Washington au Dakota du Nord et vers le sud jusqu'au centre de la Californie et au nord du Nouveau-Mexique.

### Biotope
C'est un lépidoptère des zones arides.

### Protection
Pas de statut de protection particulier.